# Зелёный Гай (Херсонский район)
Зелёный Гай (укр. Зелений Гай) — село в Чернобаевской сельской общине Херсонского района Херсонской области Украины. Во время вторжения России в Украину село было оккупировано ВС РФ. 29 августа в ходе контрнаступления ВСУ в Херсонской области село было освобождено.

## Население
Население по переписи 2001 года составляло 145 человек.

### Языковой состав
Родной язык населения по данным переписи 2001 года:
| Язык       | Численность, чел. | Доля     |
| ---------- | ----------------- | -------- |
| Украинский | 134               | 92,41 %  |
| Молдавский | 6                 | 4,14 %   |
| Русский    | 4                 | 2,76 %   |
| Другое     | 1                 | 0,69 %   |
| Итого      | 145               | 100,00 % |